# Sosarme (Händel)
Sosarme, re di Media ("Sosarmes, King of Media", HWV 30) è un'opera in tre atti di Georg Friedrich Händel scritta nel 1732 per il the King's Theatre Haymarket, Londra, dove fu eseguita 12 volte. Il testo in italiano è tratto dal precedente libretto di Antonio Salvi, Dionisio, Re del Portogallo (Dionisius, King of Portugal), e adattato da uno scrittore sconosciuto.  L'originale ambientazione in Portogallo fu spostata a Sardi in Lidia.

## Storia delle esecuzioni

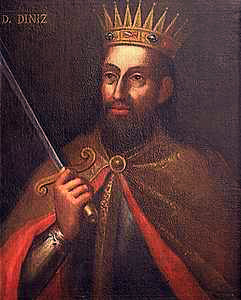
Dionisio del Portogallo

La prima di Sosarme avvenne il 15 febbraio 1732 e fu un grande successo, come ha osservato il diario noto come "Registro dell'Opera di Colman":
Fu ripresa per 3 esecuzioni nel 1734 con arie dal Riccardo Primo. La prima ripresa dal 1734 ebbe luogo nel 1970 ad Abingdon, Regno Unito, anche se il lavoro era stato trasmesso per intero dalla BBC nel 1955, un'esecuzione su cui è basata la registrazione un po' abbreviata dello stesso anno, sotto Anthony Lewis (vedi Registrazioni, sotto). Come con tutte le opere serie dell'epoca barocca, Sosarme non era stata mai più rappresentata per molti anni, ma con la ripresa di interesse per la musica barocca ed il concetto di historically informed performance (HIP) a partire dagli anni 1960, Sosarme, come tutte le opere di Händel, viene oggi regolarmente rappresentata in festival e teatri d'opera di tutto il mondo. Fra le altre esecuzioni l'opera fu messa in scena dal London Händel Festival nel 2004.

## Ruoli

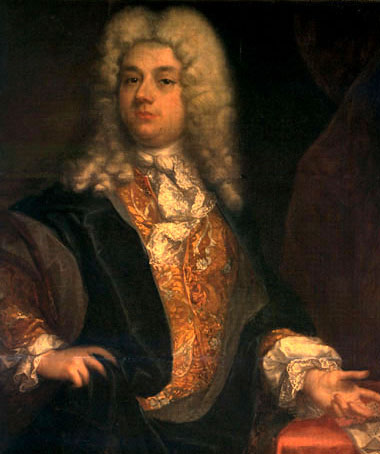
Senesino, il primo interprete di Sosarme

| Ruolo                                             | Ruolo prec. | Voce               | Cast della prima, 15 febbraio 1732   |
| ------------------------------------------------- | ----------- | ------------------ | ------------------------------------ |
| Sosarme, Re di Media                              | Fernando    | contralto castrato | Francesco Bernardi, detto "Senesino" |
| Erenice, moglie di Haliate                        | Isabella    | contralto          | Anna Bagnolesi                       |
| Argone, figlio illegittimo di Haliate             | Alfonso     | contralto castrato | Antonio Gualandi ("Campioli")        |
| Melo, figlio ed erede di Haliate                  | Sancio      | contralto          | Francesca Bertolli                   |
| Altomaro, consigliere di Sosarme                  | Altomaro    | basso              | Antonio Montagnana                   |
| Elmira, figlia di Haliate e innamorata di Sosarme | Elvida      | soprano            | Anna Maria Strada del Pò             |
| Haliate, Re di Lidia                              | Dionisio    | tenore             | Giovanni Battista Pinacci            |

## Trama
LocalitàSardi
Periodonell'antichità

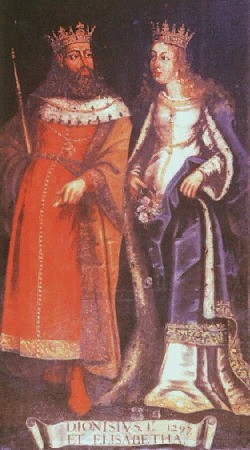
Isabella e Dionisio del Portogallo

Melo, figlio ed erede del re Haliate di Lidia, si è ribellato contro suo padre e ha messo insieme un esercito per cercare di rovesciarlo, credendo che il re voglia diseredarlo in favore del figlio illegittimo Argone. Sosarme re dell'impero vicino dei Medi si è impegnato a sposare la principessa Elmira, sorella di Melo e sta giungendo con il suo esercito per cercare di fermare questa guerra dinastica.

### Atto 1
Re Haliate sta assediando Sardi, dove il figlio ribelle Melo, la figlia Elmira e la moglie Erenice vivono nel palazzo. I cittadini sono affamati e Melo decide di lanciare un attacco contro le forze di Haliate. La madre e la sorella lo pregano di non rischiare di ferire o uccidere il padre, ma Melo non si lascia commuovere.
Argone, figlio illegittimo di Haliate, è anche il nipote di Altomaro, consigliere di Sosarme, che sollecita Argone a lottare per essere proclamato erede legittimo di Haliate, ma Argone pensa che questo sarebbe ignobile. Sosarme cerca di agire come mediatore tra Melo e Haliate, ma Haliate è determinato a punire il figlio ribelle.

### Atto 2

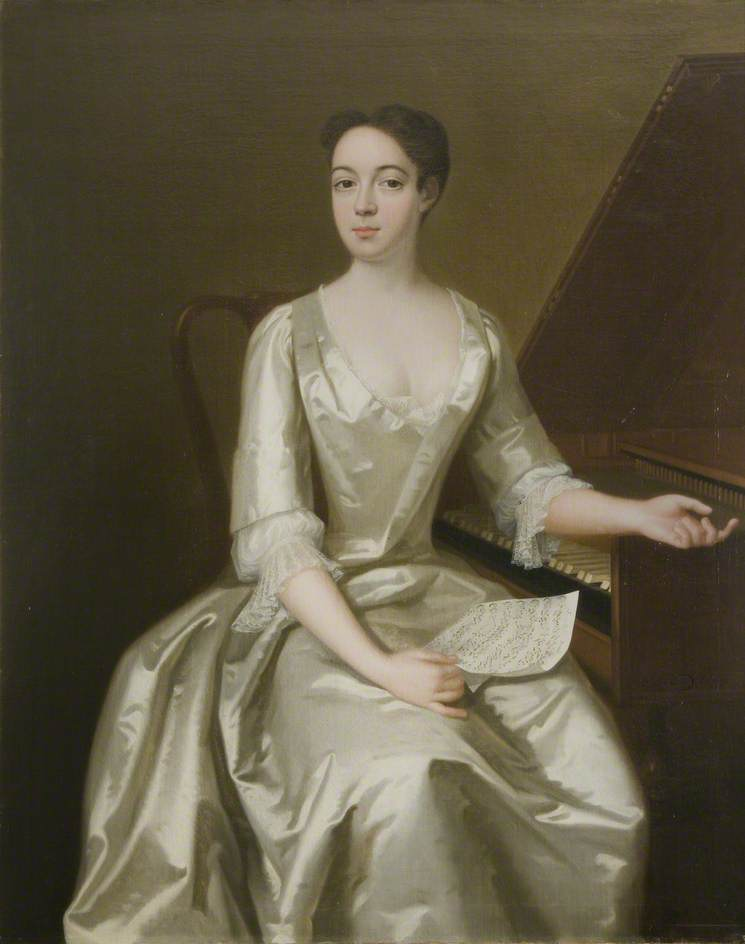
Anna Maria Strada, che interpretò per prima Elmira

Dopo la battaglia, Melo porta nel palazzo una veste macchiata di sangue di Sosarme e Elmira a quella vista sviene. Altomaro decide che se Argone non vuole combattere per diventare re,  tenterà lui stesso di rovesciare Haliate. Sosarme è stato solo ferito, non ucciso, in battaglia, e viene portato nel palazzo dove lui e Elmira affettuosamente si salutano. Haliate decide di risparmiare alla gente una guerra prolungata e di risolvere il contrasto con il figlio Melo sfidandolo a combattere in duello.

### Atto 3
Sul punto di combattere il duello, Haliate e Melo vengono interrotti da Erenice ed Argone. Heliate e Melo vengono a sapere che Altomaro ha tradito entrambi: viene comunicata la notizia del suicidio di Altomaro. Padre e figlio si riconciliano e Sosarme ed Elmira si sposeranno.

## Contesto e analisi

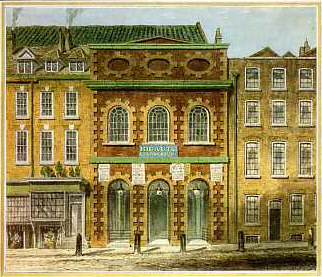
Il King's Theatre, London, dove si tenne la prima del Sosarme

Händel di origine tedesca, dopo aver trascorso una parte della sua carriera iniziale in Italia componendo opere e musica di altro genere, si stabilì a Londra, dove nel 1711 aveva portato l'opera lirica italiana per la prima volta con la sua opera Rinaldo. Quest'ultima era stata un enorme successo ed aveva creato a Londra una vera e propria mania per l'opera seria italiana, una forma che all'epoca era incentrata quasi esclusivamente sulle arie solistiche per i grandi virtuosi del bel canto. Nel 1719, Handel era stato nominato direttore musicale di un'organizzazione chiamata The Royal Academy of Music (niente a che vedere con l'attuale conservatorio di Londra), una compagnia sotto la protezione della Carta reale, per la produzione di opere italiane a Londra. Händel non doveva solo comporre opere per la compagnia, ma assumere i cantanti più in vista, supervisionare l'orchestra e i musicisti, e adattare le opere provenienti dall'Italia per essere eseguite a Londra.
La Royal Academy di Musica è fallita alla fine della stagione 1728-1729, in parte a causa degli enormi compensi pagati ai cantanti star ed alle due primedonne che erano apparse nelle ultime opere di Händel, Francesca Cuzzoni e Faustina Bordoni che avevano entrambe lasciato Londra per impegni in Europa continentale. Händel iniziò una collaborazione con John James Heidegger, l'impresario teatrale che deteneva il contratto di locazione del King's Theatre di Haymarket, dove venivano eseguite le opere e iniziò una nuova compagnia d'opera con una nuova prima donna, Anna Maria Strada. Uno dei librettisti di Händel, Paolo Rolli, scrisse in una lettera (l'originale è in lingua italiana), che Händel aveva detto che la Strada "canta meglio di due che ci hanno lasciato, perché una di loro (Faustina) non gli piaceva affatto e l'altra avrebbe voluto dimenticarla (Cuzzoni)."
Con due terzi della partitura di Sosarme completata, i nomi dei personaggi e l'ambientazione furono modificate da personaggi storici del XIV secolo in Portogallo, ad una mitica Lidia, probabilmente per paura di offendere uno dei più stretti alleati della Gran Bretagna, il re portoghese Giovanni V
Il drammaturgo Aaron Hill, che aveva collaborato con Händel nel Rinaldo, scrisse nel 1732:
Il Visconte Perceval nel suo diario annotò:
Winton Dean criticò le debolezze drammatiche del lavoro, tra cui il ritardato ingresso di Sosarme nella storia e la sua minima influenza nello svolgimento della trama e il debole sviluppo del personaggio. Ha però anche riconosciuto la qualità dell'ispirazione musicale all'interno di questi limiti. Il duetto "Per le porte del tormento", la popolarità del quale nel corso della vita di Händel Dean ci documenta, (e che Händel utilizzò anche in Imeneo (1738-1740)), fu incluso in antologie di Händel del XIX secolo (in un estratto della registrazione del 1955) e divenne molto noto in Gran Bretagna nella seconda metà del ventesimo secolo attraverso la Open University.
L'opera è orchestrata per due oboi, fagotto, due trombe, due corni, archi e gli strumenti del basso continuo: violoncello, liuto, clavicembalo.

## Registrazioni
| 1954 | Alfred Deller, William Herbert, Margaret Ritchie, Nancy Evans, Helen Watts, Ian Wallace, John Kentish                       | Anthony Lewis, Orchestra dell'Accademia Nazionale di Santa Cecilia                                                          | L’Oiseau-Lyre Cat:OLS 124-6                                                                                                 | | |
| 1994 | D'Anna Fortunato, John Aler, Julianne Baird, Jennifer Lane, Drew Minter, Nathaniel Watson, Raymond Pellerin                 | Johannes Somary, Amor Artis Orchestra, Taghkanic Chorale                                                                    | Newport NPD Cat:85575 DDD                                                                                                   | | |
| 2005 | Fernando, re di Castiglia, la versione originale di Sosarme Fernando, Dionisio, Elvida, Isabella, Sancio, Altomaro, Alfonso | Fernando, re di Castiglia, la versione originale di Sosarme Fernando, Dionisio, Elvida, Isabella, Sancio, Altomaro, Alfonso | Fernando, re di Castiglia, la versione originale di Sosarme Fernando, Dionisio, Elvida, Isabella, Sancio, Altomaro, Alfonso | Fernando, re di Castiglia, la versione originale di Sosarme Fernando, Dionisio, Elvida, Isabella, Sancio, Altomaro, Alfonso | Fernando, re di Castiglia, la versione originale di Sosarme Fernando, Dionisio, Elvida, Isabella, Sancio, Altomaro, Alfonso |
|      | Lawrence Zazzo, Filippo Adami, Verónica Cangemi, Marianna Pizzolato, Max Emanuel Cenčić, Antonio Abete, Neal Banerjee       | Alan Curtis, Il Complesso Barocco                                                                                           | Virgin Classics Cat:00946548326                                                                                             | | |